# Dokutsjajevsk
Dokutsjajevsk eller Dokuchaevsk (ukrainsk: Докучаєвськ, Russisk: Докучаевск) er en by af regional betydning i de facto Folkerepublikken Donetsk , de jure Donetsk oblast, Ukraine. Byen ligger ved floden Sukha Volnovakha og er omgivet af Volnovakha rajon, som den ikke hører til.
Byen har en befolkning på omkring 22.907 (2021).

## Historie
Fra midten af april 2014 blev pro-russiske separatister indtog Dokuchaievsk og flere andre byer i Donetsk Oblast] Siden da er byen kontrolleret af Folkerepublikken Donetsk.

## Demografiske oplysninger
Ved  den Ukrainske folketælling 2001:
Etnicitet
- ukrainere: 66,6 %
- Russere: 28,2 %
- grækere: 2.1%
- moldovere: 1,0 %.
- Hviderussere: 1,5 %: 0.5%

Sprog
- Russisk: 72.1%
- Ukrainsk: 27,3 %

## Galleri
- Statuer nær Dokutsjajevsk Zoo
- SanktVladimir-kirken
- Dolomitbrud nær Dokutsjajevsk